# Bembrops caudimacula
Bembrops caudimacula és una espècie de peix de la família dels percòfids i de l'ordre dels perciformes.

## Etimologia
Bembrops prové dels mots grecs bembras, -ados (una mena d'anxova) i ops (aparença), mentre que caudimacula deriva de les paraules llatines cauda (cua) i macula (punt o taca) en referència a la taca fosca que presenten les femelles a la seua aleta caudal.

## Descripció
El cos, allargat, fa 20,5 cm de llargària màxima i és de color marró grisenc, més clar per sota. Cap deprimit a la part anterior i amb els ulls grans. Espai interorbitari estret. Boca gran i amb la mandíbula inferior més allargada que la superior. Opercle amb dues espines. Absència d'espines a l'extrem anterior del musell. Extrem posterior de la mandíbula superior amb una excrescència dèrmica. Dues aletes dorsals amb 6 espines i 14-15 radis tous. La primera aleta dorsal és completament fosca o fosca amb taques blanques irregulars, mentre que la segona presenta una banda longitudinal blanca. 16 radis tous a l'anal. Les femelles tenen un punt negre a l'aleta caudal. 6 fileres d'escates entre la línia lateral i l'origen de l'aleta anal. Escates corporals ctenoides i relativament grans. La línia lateral es corba lleugerament per sobre de les aletes pectorals.

## Alimentació
El seu nivell tròfic és de 3,61.

## Hàbitat i distribució geogràfica
És un peix marí i batidemersal (entre 186 i 500 m de fondària), el qual viu al golf de Guinea i la conca Indo-Pacífica (des del Japó, la península de Corea, la Xina i Taiwan fins a Borneo, el nord-est d'Austràlia -Austràlia Occidental, el Territori del Nord i Queensland-, l'Índia -incloent-hi les illes Andaman-, l'Índic, el golf d'Aden, el Sudan i el Iemen).

## Observacions
És inofensiu per als humans.